# Programa Lunokhod

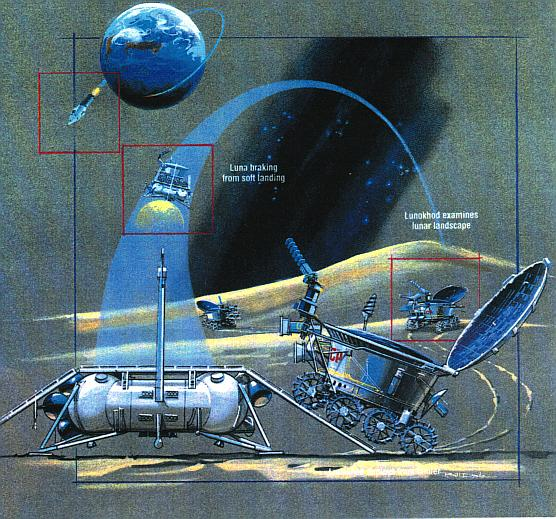
O diagrama da missão Lunokhod.

O Programa Lunokhod (em russo:  Луноход, "andar na lua") foi um programa espacial feito pela União Soviética para enviar uma série de sondas lunares robóticas a pousar na Lua entre 1969 e 1977. O Lunokhod 1A de 1969 foi destruído durante o lançamento, o Lunokhod 1 de 1970 e o Lunokhod 2 de 1973 pousaram na Lua, enquanto o Lunokhod de 1977 nunca foi lançado. As missões bem sucedidas estavam em operação simultaneamente com uma série de demonstrações aéreas de missões lunares, que orbitaram e aterrizaram durante os programas Zond e Luna. Os Lunokhods foram projetados principalmente para apoiar as missões lunares tripuladas soviéticas e para serem usados como robôs de controle remoto automático para explorar a superfície do satélite natural e enviar fotografias. Os Lunokhods foram transportados para a superfície lunar através da nave espacial Luna, que foram lançados por foguetes Proton. As sondas do programa foram desenhadas por Alexander Kemurdzhian em N.P.O. Lavochkin. Não até 1997 Mars Pathfinder foi outro veículo de controle remoto colocar em um corpo extraterrestre. Em 2010, quase quarenta anos após a perda de sinal do Lunokhod 1 de 1971, o Lunar Reconnaissance Orbiter da NASA fotografou as trilhas e a localização final das sondas do programa e pesquisadores, usando um telêmetro telescópico a laser pulsado, detectaram retrorefletores dos robôs.